# Karthala
Pour les articles homonymes, voir Éditions Karthala.
Le Karthala, Karatala, Kartala ou encore Kartola, en arabe القرطالة, Al Qirtālah, est un volcan des Comores situé dans l'archipel du même nom, sur l'île de Grande Comore. Il constitue le point culminant du pays et de l'archipel. Relativement actif avec vingt éruptions au cours des XIXe et XXe siècles, ces dernières se traduisent généralement par la formation de coulées de lave qui atteignent dans certains cas la mer et parfois l'apparition d'un lac de lave dans un des cratères de la caldeira sommitale de ce volcan bouclier de 2 361 mètres d'altitude,.

## Géographie

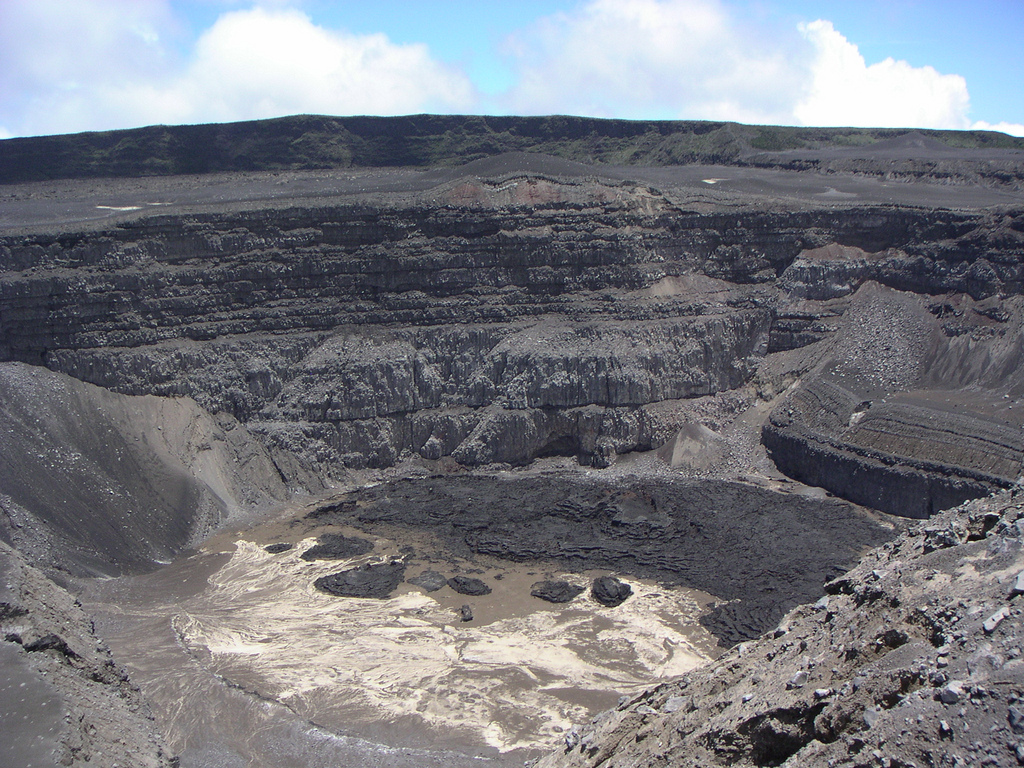
Vue de l'intérieur d'un des cratères du Karthala.

Le Karthala est situé dans l'île de Grande Comore, une île de l'union des Comores, dans l'archipel des Comores baignée par le canal du Mozambique, dans l'océan Indien. Occupant le sud de l'île de Grande Comore, il est entouré au nord par La Grille, un autre volcan qui a formé le nord de l'île de Grande Comore.
Ce volcan bouclier de trente kilomètres de longueur et de quinze kilomètres de largeur culmine à 2 361 mètres d'altitude. Il se trouve à son sommet une caldeira de trois kilomètres de largeur sur quatre kilomètres de longueur, formée par des effondrements successifs entrés en coalescence, notamment le Choungou-Chahalé au centre et le Choungou-Changomeni au nord,,,. Cette caldeira s'inscrit dans un rift orienté nord-nord-ouest-sud-est qui donne un profil asymétrique à la montagne allongée en fuseau dont le centre est occupé par la caldeira,. La partie sud du rift s'avance dans la mer en formant une péninsule, le massif du Badjini, tandis que la partie nord qui est reliée à La Grille forme le centre de l'île,. Les pentes de la montagne, dont l'inclinaison varie de 10 à 15° sur le flanc ouest et de 24 à 30° sur le flanc est, sont couvertes d'une forêt tropicale entaillée par endroits par des coulées de lave fraîche.
Les éruptions hawaïennes majoritairement effusives du Karthala, au cours desquelles des coulées de lave sont émises et atteignent parfois la mer, le classent parmi les volcans rouges,. Beaucoup de ces éruptions qui sont relativement fréquentes avec vingt éruptions durant les XIXe et XXe siècles sont accompagnées de l'apparition d'un lac de lave dans la caldeira sommitale. Le lac de cratère présent dans le Choungou-Chahalé depuis l'éruption de 1991 a entièrement disparu au cours de l'éruption du 16 au 18 avril 2005.

## Histoire
La première éruption répertoriée du Karthala date de 1050 avec une incertitude de 150 ans, la suivante s'étant déroulée en 1808 . Les éruptions suivantes se déroulent principalement sur les flancs de la montagne dans un premier temps puis plutôt dans les cratères qui forment la caldeira au sommet du volcan à partir du début du XXe siècle. Ces éruptions sont majoritairement d'indice d'explosivité volcanique de 0 à 2 hormis du 11 au 26 août 1918 et du 24 novembre au 8 décembre 2005 où cet indice était de 3. Elles émettent généralement des coulées de lave et parfois d'importants panaches volcaniques de cendres et de téphras au cours d'explosions qui peuvent entraîner des dégâts matériels ainsi que des morts dans certains des cas comme en 1884, 1904, 1977 et à la fin 2005 .
Sa première ascension a été faite par le docteur Kresten en 1863.
Le 12 novembre 2006, le Karthala est reconnu site Ramsar en raison de la diversité des zones humides qui entourent le volcan.

## Chronologie des éruptions
| Année                         | Localisation                  | Type d'éruption                           | Surface couverte (100 m2) | Sismicité ressentie | Dégâts         |
| ----------------------------- | ----------------------------- | ----------------------------------------- | ------------------------- | ------------------- | -------------- |
| 2007 (12-15 janvier)          | cratère Chagnouméni           | magmatique                                | oui                       | oui                 | 0 morts        |
| 2006 (28 mai-3 juin)          | cratère principal             | magmatique                                | oui                       |                     |                |
| 2005 (24 novembre-8 décembre) | cratère principal             | phréatomagmatique                         | oui                       |                     |                |
| 2005 (16-18 avril)            | cratère principal             | phréatomagmatique                         | oui                       |                     |                |
| 1991 (11 juillet)             | cratère principal             | phréatique                                | oui                       | oui                 |                |
| 1977 (5-10 avril)             | flanc sud-ouest               | magmatique excentrique                    | 1,8                       | oui                 | oui            |
| 1972 (8 sept-5 oct)           | caldeira                      | magmatique sommitale                      | 2,5                       | -                   | -              |
| 1965 (12 juillet)             | caldeira et cratère libre     | magmatique sommitale                      | 0,05                      | -                   | -              |
| 1952 (10 fév)                 | cratère principal             | magmatique sommitale                      | -                         | -                   | -              |
| 1948 (22 avril-16 juin)       | cratère libre                 | magmatique sommitale                      |                           |                     |                |
| 1948 (10 au 14 février)       | cratère principal             | magmatique sommitale et phréatomagmatique | 16                        | oui                 |                |
| 1918 (13 au 16 juin)          | cratère principal             | phréatique                                | 25                        | oui                 | oui            |
| 1918 (22 avr. au 4 mai)       | rift zone nord                | magmatique latérale                       | 2,7                       | oui                 | -              |
| 1904 (11 au 13 août)          | rift zone nord                | magmatique latérale                       | 11                        | oui                 | oui (1 mort)   |
| 1903 (25 au 26 août)          | rift zone sud-est             | émissions gazeuses                        | -                         |                     | oui (17 morts) |
| 1880 (25 février à avril)     | rift zone sud-est             | magmatique latérale                       | 2,4                       | oui                 | oui            |
| 1876                          | rift zone sud-est             | magmatique latérale                       | 4                         | -                   | -              |
| 1872                          | rift zone nord                | magmatique latérale                       | 1,6                       | -                   | -              |
| 1860                          | rift zone sud-est             | magmatique latérale                       | 5,5                       | -                   | -              |
| 1859                          | rift                          | magmatique latérale                       | 3,9                       | -                   | -              |
| 1858 (décembre)               | caldeira et rift              | magmatique latérale                       | 12,5                      | -                   | -              |
| 1857                          | caldeira et rift zone sud-est | magmatique latérale                       | 10                        | -                   | -              |
| 1848                          | flanc sud-est                 | magmatique excentrique                    | 3                         | -                   | -              |
| 1830                          | -                             | magmatique                                | -                         | -                   | -              |
| 1828                          | -                             | magmatique                                | -                         | -                   | -              |
| 1821                          | -                             | magmatique                                | -                         | -                   | -              |
| 1814                          | -                             | magmatique                                | -                         | -                   | -              |
| 1808                          | -                             | magmatique                                | -                         | -                   | -              |

Source : Al-Watwan du jeudi 20 novembre 2008 (numéro 1199).